# Zruč nad Sázavou
Zruč nad Sázavou település Csehországban, a Kutná Hora-i járásban. Zruč nad Sázavou Horka II, Hulice, Soutice, Chabeřice, Zbraslavice, Řendějov, Slavošov és Dolní Pohleď településekkel határos. Lakosainak száma 4749 fő (2024. január 1.).

## Népesség
A település lakosságának változását az alábbi diagram mutatja:
| Lakosok száma | 1496 | 1463 | 1469 | 4191 | 4960 | 5020 | 4714 | 4750 | 4709 | 4749 |
|               | 1869 | 1890 | 1921 | 1950 | 1980 | 2001 | 2017 | 2019 | 2022 | 2024 |